# Andrej Jerman
Andrej Jerman (Kranj, 30 settembre 1978) è un allenatore di sci alpino ed ex sciatore alpino sloveno.

## Biografia

### Carriera sciistica

#### Stagioni 1995-2004
Sciatore specialista delle prove veloci originario di Ročevnica di Tržič e attivo in gare FIS dal dicembre del 1994, Jerman esordì in Coppa Europa il 12 febbraio 1996 a Kranjska Gora in slalom gigante, senza concludere la prima manche. Due anni dopo, nel 1998, vinse la medaglia d'argento nel supergigante ai Mondiali juniores del Monte Bianco.
Esordì in Coppa del Mondo il 12 dicembre 1998 nella discesa libera di Val-d'Isère (57º), ai Giochi olimpici invernali a Salt Lake City 2002 (28º nella discesa libera, 21º nel supergigante, non concluse la combinata) e ai Campionati mondiali a Sankt Mortiz 2003 (28º nella discesa libera, 30º nel supergigante, 15º nella combinata).

#### Stagioni 2005-2008
Ai Mondiali di Bormio/Santa Caterina Valfurva 2005 fu 20º nella discesa libera, 17º nel supergigante e 15º nella combinata, mentre l'anno dopo, ai XX Giochi olimpici invernali di Torino 2006, nelle medesime specialità fu rispettivamente 28º, ancora 28º e 19º (suo miglior piazzamento olimpico in carriera).
Nella stagione 2006-2007 partecipò ai Mondiali di Åre (piazzandosi 17º nella discesa libera, 23º nel supergigante e 21º nella supercombinata) e conquistò il primo podio in Coppa del Mondo il 23 febbraio, vincendo la discesa libera sulla Kandahar di Garmisch-Partenkirchen. Jerman fu il primo sciatore sloveno a vincere una gara di Coppa in questa specialità.

#### Stagioni 2009-2015

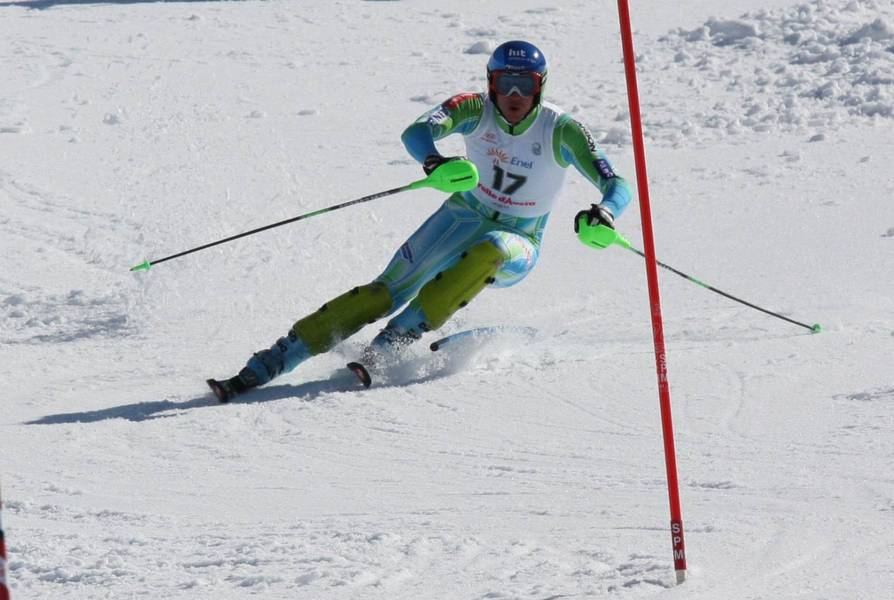
Jerman in gara ai Mondiali militari 2010

Ai Mondiali di Val-d'Isère 2009 fu 13º nella discesa libera, 25º nel supergigante e 12º nella supercombinata; nella stagione seguente ottenne la sua seconda e ultima vittoria in Coppa del Mondo (nonché ultimo podio), il 29 dicembre sulla Stelvio di Bormio sempre in discesa libera, e partecipò alle sue ultime Olimpiadi: a Vancouver 2010 fu 28º nella discesa libera, 27º nella supercombinata e non completò il supergigante.
Nella sua ultima presenza iridata, Garmisch-Partenkirchen 2011, si classificò 17º nella discesa libera e 16º nel supergigante; si ritirò alla fine della stagione 2012-2013 (la sua ultima gara in Coppa del Mondo fu la discesa libera di Wengen del 19 gennaio, nella quale si classificò 41º, anche se il 17 settembre 2014 prese ancora parte a una gara della South American Cup a El Colorado.

### Carriera da allenatore
Dopo il ritiro è divenuto allenatore nei quadri della nazionale slovena, assumendo l'incarico di vice-responsabile delle prove veloci della squadra maschile di Coppa del Mondo, e in seguito in quelli della nazionale norvegese.

## Palmarès

### Mondiali juniores
- 1 medaglia:
  - 1 argento (supergigante a Monte Bianco 1998)

### Coppa del Mondo
- Miglior piazzamento in classifica generale: 16º nel 2008
- 4 podi (tutti in discesa libera):
  - 2 vittorie
  - 1 secondo posto
  - 1 terzo posto

#### Coppa del Mondo - vittorie
| Data             | Località               | Paese    | Specialità |
| ---------------- | ---------------------- | -------- | ---------- |
| 23 febbraio 2007 | Garmisch-Partenkirchen | Germania | DH         |
| 29 dicembre 2009 | Bormio                 | Italia   | DH         |

Legenda:

DH = discesa libera

### Coppa Europa
- Miglior piazzamento in classifica generale: 116º nel 2009

### South American Cup
- Miglior piazzamento in classifica generale: 5º nel 2010
- 6 podi:
  - 2 vittorie
  - 3 secondi posti
  - 1 terzo posto

#### South American Cup - vittorie
| Data              | Località          | Paese | Specialità |
| ----------------- | ----------------- | ----- | ---------- |
| 12 settembre 2007 | Termas de Chillán | Cile  | SG         |
| 16 settembre 2008 | La Parva          | Cile  | SG         |

Legenda:

SG = supergigante

### Campionati sloveni
- 9 medaglie[2]:
  - 2 ori (supergigante nel 2002; supergigante nel 2011)
  - 6 argenti (discesa libera nel 1998; discesa libera nel 2003; discesa libera nel 2005; discesa libera nel 2006; discesa libera nel 2008; discesa libera nel 2009)
  - 1 bronzo (supergigante nel 2009)